# فابیو ویتریتی
فابیو ویتریتی (انگلیسی: Fabio Viteritti؛ زادهٔ ۲۲ مهٔ ۱۹۹۳) بازیکن فوتبال اهل آلمان است.
از باشگاه‌هایی که در آن بازی کرده‌است می‌توان به باشگاه فوتبال انرژی کوتبوس اشاره کرد.